# Hans Spemann
Hans Spemann (ur. 27 czerwca 1869 w Stuttgarcie, zm. 9 września 1941 we Fryburgu Bryzgowijskim) – niemiecki biolog, embriolog i zoolog.
Był najstarszym synem wydawcy Wilhelma Spemanna. W latach 1878–1888 uczęszczał do Eberhard-Ludwigs-Gymnasium. Po opuszczeniu szkoły spędził rok pracując ze swoim ojcem, w latach 1889–1890 odbył służbę wojskową. W 1891 przystąpił do edukacji w Uniwersytecie w Heidelbergu, gdzie studiował medycynę. Szczególnie zainteresowała go praca Karla Gegenbaura. W latach 1893–1894 studiował na Uniwersytecie Ludwika i Maksymiliana w Monachium, gdzie poznał Augusta Friedricha Pauly’ego.
Od wiosny 1894 do końca 1908 pracował w Instytucie Zoologii przy Uniwersytecie w Würzburgu. W 1895 ukończył studia z zakresu zoologii, botaniki i fizyki, które posłużyły mu podczas badań nad anatomią; pracował pod okiem Theodora Boveri, Juliusa von Sachsa i Wilhelma Röntgena. Od 1908 profesor zoologii i anatomii porównawczej w Rostocku. W latach 1914–1919 dyrektor Instytutu Biologii w Berlinie. W latach 1919–1935 profesor zoologii na Uniwersytecie we Fryburgu. W 1935 przeszedł na emeryturę, otrzymując tytuł profesor emeritus.
Laureat Nagrody Nobla z dziedziny fizjologii i medycyny w 1935 roku za odkrycie funkcji centrów organizujących wczesny rozwój zarodkowy zwierząt. Swoje odkrycia opisał w Embryonic Development and Induction (1938).